# Domenico Donna
Domenico Donna (né le 30 juin 1883 à Turin et mort le 21 août 1961 à Aoste) était un joueur de football italien, qui a évolué en tant qu'attaquant.
Donna est surtout connu pour être l'un des 13 étudiants qui fondèrent l'un des plus célèbres clubs de football d'Italie, la Juventus.

## Biographie
Lycéen à Turin au Liceo Massimo d'Azeglio, Donna (plus tard avocat de formation) est tout d'abord réputé comme étant un attaquant vif et rapide, s'imposant son équipe de la Juventus dès sa création en 1897.
Il joue son premier match avec les juventini le 11 mars 1900 lors d'une défaite 1 but à 0 contre le FBC Torinese, tandis que son dernier match, lui, a lieu le 7 novembre 1909 au cours d'une défaite 3-1 lors du derby della Mole contre le Torino.
Entre 1900 et 1910, durant les dix saisons qu'il passe au club turinois, il joue près de 24 matchs officiels (une saison comptait rarement plus de cinq matchs à l'époque), et inscrit 10 buts pour la Juve. 
Étudiant en jurisprudence, il reste pourtant dans les mémoires dans le monde du football en s'illustrant notamment lors de la saison 1905 lorsque le club remporte le premier Scudetto de l'histoire du club, huit ans après sa création.

## Palmarès
Juventus
- Championnat d'Italie (1) :
  - Champion : 1905.
  - Vice-champion : 1904 et 1906.

## Carrière
| Club                              | Saison     | Championnat         | Championnat | Championnat | Total  | Total |
| Club                              | Saison     | Compétition         | Matchs      | Buts        | Matchs | Buts  |
| --------------------------------- | ---------- | ------------------- | ----------- | ----------- | ------ | ----- |
| Foot-Ball Club Juventus ( Italie) | 1900       | Campionato Federale | 2           | 0           | 2      | 0     |
| Foot-Ball Club Juventus ( Italie) | 1901       | Campionato Federale | 2           | 3           | 2      | 3     |
| Foot-Ball Club Juventus ( Italie) | 1902       | Campionato Federale | 0           | 0           | 0      | 0     |
| Foot-Ball Club Juventus ( Italie) | 1903       | Campionato Federale | 0           | 0           | 0      | 0     |
| Foot-Ball Club Juventus ( Italie) | 1904       | Prima Categoria     | 3           | 0           | 3      | 0     |
| Foot-Ball Club Juventus ( Italie) | 1905       | Prima Categoria     | 4           | 3           | 4      | 3     |
| Foot-Ball Club Juventus ( Italie) | 1906       | Prima Categoria     | 5           | 2           | 5      | 2     |
| Foot-Ball Club Juventus ( Italie) | 1907       | Prima Categoria     | 2           | 0           | 2      | 0     |
| Foot-Ball Club Juventus ( Italie) | 1908       | Prima Categoria     | 2           | 0           | 2      | 0     |
| Foot-Ball Club Juventus ( Italie) | 1909       | Prima Categoria     | 3           | 2           | 3      | 2     |
| Foot-Ball Club Juventus ( Italie) | 1909-1910  | Prima Categoria     | 1           | 0           | 1      | 0     |
|                                   | Total Juve |                     | 24          | 10          | 24     | 10    |
| Total carrière                    |            |                     | 24          | 10          | 24     | 10    |